# الخادمة (مسلسل)
الخادمة، مسلسل درامي سعودي من تأليف علاء حمزة وإخراج خالد الطخيم. بدأ بتصويره في أواخر 2010  وتم عرضه الأول على على قناة إم بي سي بلاس دراما المشفره والعرض الأول في رمضان 2011 والعرض الأخير على قناة إم بي سي 1 في أواخر عام 2012  

## القصة
فكرة المسلسل تناقش نظرة المجتمع للأجانب الذين ولدوا في السعودية وتربوا فيها وأصبحوا جزءاً من تكوينها الاجتماعي.

## طاقم الممثلين
من بطولة الممثلون:
- راشد الشمراني
- بدرية أحمد
- خالد الحربي
- مريم حسين
- علي السعد
- فيصل العمري
- سارة اليافعي
- جبران الجبران
- زارا البلوشي
- شيماء الفضل
- أمينة العلي
- سامي مطلق
- روان العامر
- لمار
- مهرة
- محمد المفرح
- سناء بكر يونس
- روان
- سلوى الجراش
- محمد الحجي
- علي إبراهيم
- عبد العزيز السكيرين
- عبد العزيز المبدل
- مرزوق الغامدي
- عبد الرحمن الرقراق
- خالد الرفاعي
- أغادير السعيد
- هند محمد
- سلطان الرفاعي
- محمد الفرحان
- عبد الله القحطاني
- عبد العزيز النتيفي
- علي المطيري
- عبد الإله الحركان
- فايز العنزي
- محمد يغمور
- شيرين خطاب
- سامي حازم
- وليد سيف
- منى محمد
- عادل الزهراني
- محمد شراحيلي
- ياقوت خالد
- سلمان المقيطيب
- محمد البحري
- نوال البلوشي
- عبد الله كريري
- أحمد وزيري

## وصلات خارجية
- صفحة المسلسل على موقع السينما.